# 안드레아 세니에

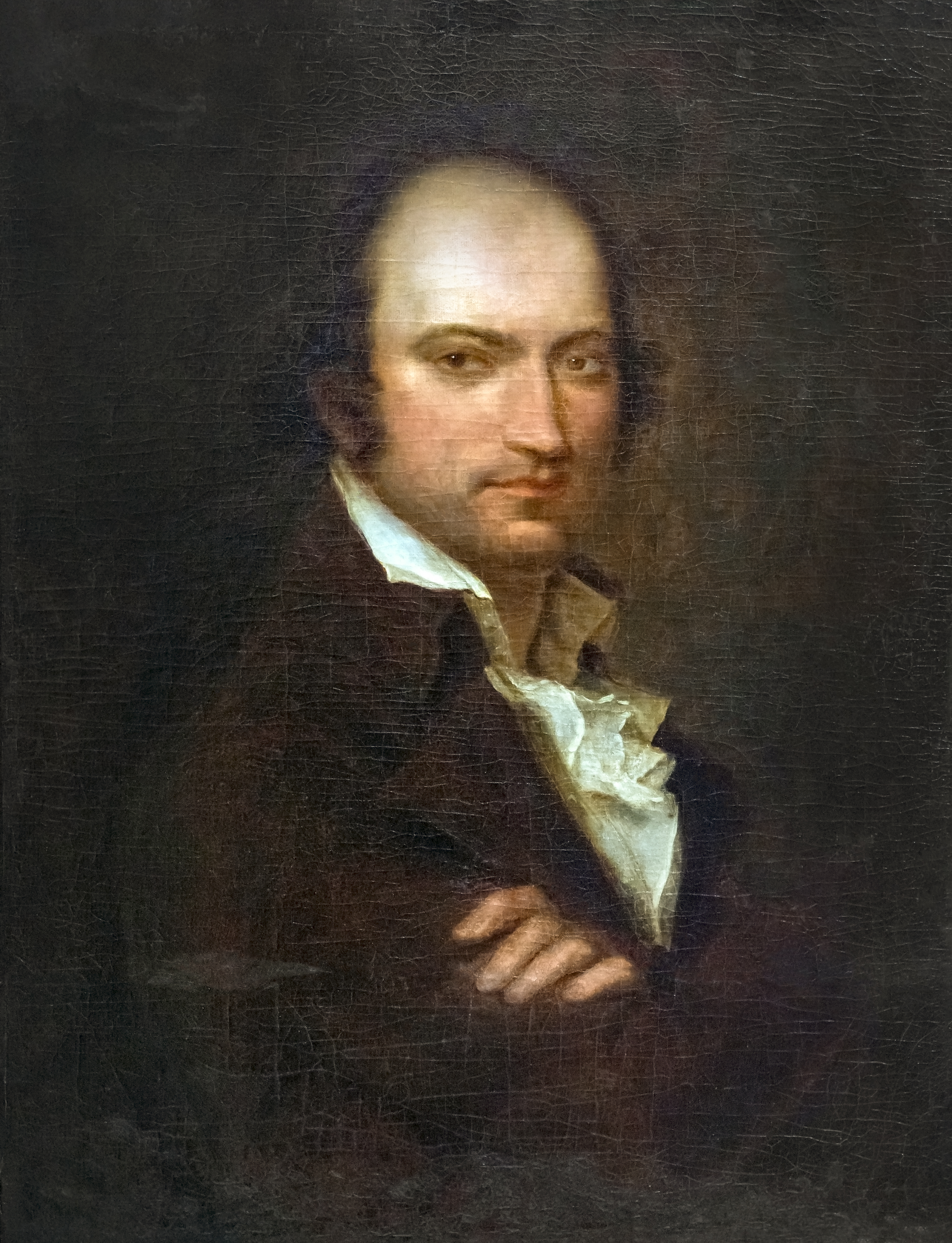

안드레아 세니에(이탈리아어: Andrea Chénier)는 움베르토 조르다노가 작곡한 4막의 오페라이다. 프랑스의 시인인 안드레 셰니에(André Chénier:1762-1794)의 일생을 기초로 루이지 일리카가 이탈리아어 대본은 완성하였다. 1896년 3월 26일 밀라노의 라 스칼라 극장에서 초연되었다.

## 등장인물
- 주요 배역

안드레아 세니에, 시인 - 테너
카를로 제라드, 하인 - 바리톤
마달레나 디 코아니 - 소프라노
- 조연 및 기타

베르시, 마달레나의 시녀 - 메조소프라노
코아니 백작 부인 - 메조소프라노
피에트로 플레비유, 소설가 - 베이스, 또는 바리톤
아베, 시인 - 테너
An Incroyable - 테너
Roucher- 세니에의 친구, 베이스 혹은 바리톤
슈미트, 상 나자르 감옥의 간수, 베이스
Madelon, 늙은 여인 - 메조소프라노
Fouquier Tinville, 시민 변호사 - 베이스,또는 바리톤
집안의 참모장 - 베이스
귀부인들, 신사들, 음악가들, 하인들, 병사들 - 합창

## 줄거리
- 시간: 1789-93.
- 장소: 파리 안과 근교.

### 1막
- 코아니 백작부인의 별장의 무도실

### 2막
- 파리의 카페, 오트 밖, 1794년으로 프랑스 혁명 직후

### 3막
- 혁명당의 법정

### 4막
- 성 라자르에 있는 감옥의 정원

## 유명한 아리아
- Un dì all'azzuro spazio" (세니에)
- "Come un bel dí di Maggio" (세니에)
- "Vivere in fretta" (베르시)
- "La mamma morta" (마달레나)
- "Nemico della patria" (제라드)